# Synema hirtipes
Synema hirtipes là một loài nhện trong họ Thomisidae.
Loài này thuộc chi Synema. Synema hirtipes được Maria Dahl miêu tả năm 1907.